# Zmarli w październiku 2021

## Październik 2021
- 31 października
  - Dogan Akhanli – turecki pisarz[1]
  - Dorothy Manley – brytyjska lekkoatletka specjalizująca się w biegach sprinterskich, medalistka olimpijska z Londynu (1948)[2]
  - Ryszard Orski – polsko-amerykański rzeźbiarz[3][4]
  - Kamil Rodan – polski publicysta historyczny, regionalista[5]
  - Catherine Tizard – nowozelandzka polityk, gubernator generalny Nowej Zelandii (1990–1996)[6]
  - Włodzimierz Trams – polski koszykarz, olimpijczyk (1968)[7]
  - Andrzej Zaorski – polski aktor[8]
- 30 października
  - Pepi Bader – niemiecki bobsleista[9]
  - Aleksandra Bubicz-Mojsa – polska śpiewaczka operowa (sopran koloraturowy), pedagog[10]
  - Ado Campeol – włoski restaurator, współtwórca i popularyzator deseru tiramisu[11]
  - Jan Gurba – polski archeolog[12][13]
  - Zofia Kosturkiewicz – polska chemiczka, prof. dr hab.[14]
  - Tadeusz Mendrek – polski działacz opozycji w okresie PRL[15][16][17]
  - Basilio do Nascimento – wschodniotimorski duchowny katolicki, biskup Baucau (2004–2021)[18]
  - Gladys del Río – chilijska aktorka[19]
  - Miroslav Středa – czeski aktor[20]
  - Krzysztof Treter – polski wspinacz, instruktor alpinizmu, tłumacz i autor literatury górskiej[21][22]
- 29 października
  - Mehdi Cerbah – algierski piłkarz[23]
  - Iran Darroudi – irańska artystka[24]
  - Dario Josipović – chorwacki mistrz kuchni[25]
  - Tadeusz Kramarz – polski zawodnik i trener hokeja[26]
  - Anna Krupska-Perek – polska językoznawczyni, dialektolog, dr hab.[27]
  - Konstancjusz Kunz – polski duchowny rzymskokatolicki, paulin, przeor klasztoru na Jasnej Górze (1978–1984)[28]
  - Siergiej Kwasznin – rosyjski malarz i grafik[29]
  - Józef Lewicki – polski pływak, olimpijczyk z Helsinek 1952[30]
  - Jolanta Michniowska – polska malarka[31]
  - Jan Mokwiński – polski działacz powojennego podziemia antykomunistycznego, kawaler orderów[32]
  - Clément Mouamba – kongijski ekonomista, polityk, minister finansów (1992–1993), premier Konga (2016–2021)[33]
  - Alina Obidniak – polska reżyserka teatralna[34]
  - Octavio Ocaña – meksykański aktor[35]
  - Rossano Rubicondi – włoski aktor i model[36]
  - Józef Staszel – polski regionalista, prezes Związku Podhalan (1979–1984)[37]
- 28 października
  - Ali Baghbanbashi – irański lekkoatleta, olimpijczyk[38]
  - Raša Đelmaš – serbski muzyk rockowy[39]
  - Gun Jönsson – szwedzka aktorka[40]
  - Bogusław Mąsior – polski polityk i działacz gospodarczy, senator III i V kadencji[41]
  - Miklós Zelei – węgierski poeta i pisarz[42]
  - Bazyli Poskrobko – polski ekonomista, prof. dr hab.[43]
  - Camille Saviola – amerykańska aktorka[44]
  - Czesław Teklak – polski duchowny i teolog rzymskokatolicki, bernardyn, wykładowca akademicki[45]
  - David Tweed – irlandzki rugbysta i polityk[46]
  - Janusz Józef Walczak – polski specjalista w zakresie budowy i eksplantacji maszyn, prof. dr hab. inż. [47]
- 27 października
  - Domenico Attanasio – włoski piosenkarz[48]
  - Sandy Carmichael – szkocki rugbysta, reprezentant kraju[49]
  - Letieres Leite – brazylijski kompozytor i dyrygent[50]
  - Bernd Nickel – niemiecki piłkarz[51]
  - Jacek Niedźwiedzki – polski tenisista[52]
  - Arnošt Pazdera – czechosłowacki piłkarz, reprezentant kraju[53]
  - Andrzej Płonczyński – polski pianista, kompozytor, aranżer i pedagog[54]
  - Boško Protić – serbski pisarz[55]
  - Paul Smart – angielski motocyklista, [56]
  - Benjamin Vallé – szwedzki gitarzysta, członek zespołów Pig Eyes, Nine oraz Viagra Boys[57][58]
- 26 października
  - Linda Carlson – amerykańska aktorka[59]
  - Umberto Colombo – włoski piłkarz[60]
  - Roman Dzioboń – polski poeta i regionalista[61][62][63][64]
  - Walerian Judkowiak – polski działacz państwowy, wicewojewoda gorzowski (1975–1980)[65]
  - Zofia Kryńska – polska działaczka zaangażowana w proces odtworzenia receptury różowej porcelany wynalezionej przezjej ojca Bronisława Kryńskiego[66]
  - Rose Lee Maphis – amerykańska piosenkarka country[67]
  - Ludovica Modugno – włoska aktorka[68]
  - Roh Tae-woo – południowokoreański generał, polityk, prezydent Korei Południowej (1988–1993)[69]
  - Mort Sahl – amerykański aktor, komik[70]
  - Kazimierz Sawicki – polski ekonomista, prof. dr hab.[71][72]
  - Walter Smith – szkocki piłkarz i trener[73]
  - Lil Terselius – szwedzka aktorka[74]
- 25 października
  - Raja Babu – indyjski aktor[75]
  - Regina Chłopicka – polska teoretyk muzyki, profesor emerytowany Akademii Muzycznej w Krakowie[76]
  - Tadeusz Czechowicz – polski dyplomata, poseł na Sejm PRL, członek Biura Politycznego KC PZPR[77]
  - Roberto Antonio Dávila Uzcátegui – wenezuelski duchowny katolicki, biskup pomocniczy Caracas (1992–2005)[78]
  - Alfredo Diez Nieto – kubański dyrygent i kompozytor[79]
  - Anna Jekiełek – polska scenografka, kostiumolożka i dekoratorka wnętrz[80]
  - Fofi Jenimata – grecka polityk socjalistyczna[81]
  - Jankiel Kulawiec – polski hutnik i działacz społeczności żydowskiej w tym przewodniczący Gminy Wyznaniowej Żydowskiej w Legnicy[82][83]
  - Jan Kulpa – polski duchowny rzymskokatolicki, prałat, Kapelan Honorowy Ojca Świętego[84]
  - Zdzisław Ryszard Mac – polski dziennikarz i działacz społeczny, współzałożyciel Stowarzyszenia Na Recz Przeciwdziałania Narkomanii „Monar”[85]
  - Ginny Mancini – amerykańska piosenkarka i filantropka[86]
  - Radovan Miljanić – serbski aktor[87]
  - Ríkarður Örn Pálsson – islandzki kompozytor[88][89]
  - Bolesław Polak – polski dyplomata, ambasador PRL w Peru i Boliwii (1982–1987), tajny współpracownik SB[90]
  - Aleksandyr Szałamanow – bułgarski piłkarz, narciarz alpejski[91]
- 24 października
  - Stanisław Chomątowski – polski ekonomista, dr hab.[92][93]
  - Laura Frenchkiss – hiszpańska aktorka[94]
  - Piotr Griszczenko(inne języki) – radziecki polityk, I sekretarz KPZR w Udmurckiej ASRR (1985–1990)[95]
  - Krzysztof Kiersznowski – polski aktor[96]
  - Massimo Pradella – włoski skrzypek i dyrygent[97]
  - Vinko Radovanović – bośniacki polityk i dyplomata, mer Sarajewa (2008-2012)[98]
  - Michele Serio – włoski pisarz i scenarzysta[99]
  - Jan Ścigocki – polski kajakarz[100][101]
  - Sunao Tsuboi – japoński świadek historii, który przeżył zrzucenie bomby atomowej na Hiroszimę, aktywista na rzecz rozbrojenia atomowego[102]
  - James Michael Tyler – amerykański aktor[103]
- 23 października
  - Miguel Ángel Basílico – argentyński piłkarz i trener[104]
  - Tatjana Biestiajewa – rosyjska aktorka[105]
  - Marcel Bluwal – francuski reżyser i scenarzysta filmowy[106]
  - Abdelbaki Hermassi – tunezyjski polityk, minister spraw zagranicznych (2004–2005)[107]
  - Bogdan Jezierski – polski architekt[108]
  - Minoo Mumtaz – indyjska aktorka[109]
  - Aleksander Rogożkin – rosyjski reżyser i scenarzysta filmowy[110]
  - Andrzej Słowiński – polski lekarz wojskowy, pułkownik w stanie spoczynku, prof. n. med., naczelny specjalista Ochrony Zdrowia WP[111]
  - Włodzimierz Terechowicz – polski malarz i grafik[112][113][114]
  - Sirkka Turkka – fińska poetka[115]
- 22 października
  - Abdul Hamid al-Matar – terrorysta, jeden z liderów Al-Ka’idy w Syrii[116]
  - Lía Bermúdez – wenezuelska rzeźbiarka[117]
  - Jay Black – amerykański wokalista, członek zespołu Jay and the Americans[118][119]
  - Ryszard Filipski – polski aktor[120]
  - Antoni Guzik – polski inżynier mechaniki, specjalizujący się w technice cieplnej i termodynamice, rektor Wyższej Szkoły Inżynierskiej w Opolu (1981–1982)[121]
  - Janusz Kamocki – polski etnograf, żołnierz AK[122]
  - Kiriakos Katzurakis – grecki reżyser i malarz[123]
  - Olga Krasina – rosyjska aktorka[124]
  - Wiera Kuzmina – rosyjska aktorka[125]
  - Piotr Lass – polski lekarz, specjalista w zakresie medycyny nuklearnej, profesor nauk medycznych[126]
  - Kazimierz Małecki – polski urzędnik państwowy, minister w URM i administracji prezydenckiej, prezes zarządu Krajowej Izby Rozliczeniowej[127][128]
  - Serhij Morozow – ukraiński piłkarz i trener[129]
  - Álex Quiñónez – ekwadorski lekkoatleta, sprinter[130]
  - Peter Scolari – amerykański aktor[131]
  - Andrzej Słowik – polski samorządowiec, burmistrz Tuchowa (1994–1998)[132]
  - Liliana Tomescu – rumuńska aktorka[133]
  - Vera Venczel – węgierska aktorka[134]
  - Wiaczesław Wiedienin – rosyjski biegacz narciarski, mistrz olimpijski (1972)[135]
  - Udo Zimmermann – niemiecki muzykolog, dyrygent, kompozytor, reżyser operowy[136]
- 21 października
  - Filika Dimo – albańska aktorka[137]
  - Wacław Długoborski – polski historyk[138]
  - Einár – szwedzki raper[139][140]
  - Guriasz – rumuński duchowny prawosławny, biskup[141]
  - Bernard Haitink – holenderski dyrygent[142]
  - Hassan Hanafi – egipski filozof i pisarz[143]
  - Martha Henry – kanadyjska aktorka[144]
  - Pierre Jamajian – libański aktor[145]
  - Jarosław Musiał – polski rysownik, ilustrator książek, gier fabularnych i komiksów[146][147]
  - Grzegorz Pawłowski – polski duchowny rzymskokatolicki pochodzenia żydowskiego, ksiądz infułat, Honorowy Obywatel Puław i Lublina[148][149]
  - Žarko Potočnjak – chorwacki aktor[150]
  - Krzysztof Ruszel – polski etnograf, muzeolog, badacz kultury ludowej w Rzeszowskiem[151]
  - Anđelko Vuletić – jugosłowiański poeta i pisarz[152]
- 20 października
  - Boris Citowicz – białoruski malarz[153]
  - Mihály Csíkszentmihályi – węgierski psycholog[154]
  - Hans Haselböck – austriacki organista i kompozytor[155]
  - Wiktor Jewgrafow – rosyjski aktor i kaskader[156]
  - Władimir Michajłow – rosyjski dyrygent i kompozytor[157]
  - Dragan Pantelić – serbski piłkarz[158]
  - Halina Szewczyk – polska działaczka podziemia niepodległościowego w czasie II wojny światowej oraz powojennego podziemia antykomunistycznego, dama  orderów[159]
  - Ryszard Wysocki – polski pływak i piłkarz wodny[160][161][162]
- 19 października
  - Leslie Bricusse – brytyjski kompozytor[163]
  - Antonio Coggio – włoski kompozytor[164]
  - Hanuš Domanský – słowacki kompozytor[165]
  - Jerzy Herbich – polski chemik, prof. dr hab.[166][167]
  - Hanskarl Hoerning – niemiecki pisarz i artysta kabaretowy[168]
  - Antoni Jodłowski – polski archeolog i muzealnik, prof. dr hab.[169]
  - Janina Elżbieta Karney – polska psycholog i pedagog, emerytowana profesor Uniwersytetu Warszawskiego[170]
  - Pierre Kerkhoffs – holenderski piłkarz, reprezentant kraju[171]
  - Branko Mamula – jugosłowiański admirał[172]
  - Edmund Puczyłowski – polski matematyk, prof. dr hab.[173]
  - Bernard Tiphaine – francuski aktor[174]
  - Jerzy Wygoda – polski artysta fotograf[175]
- 18 października
  - Czesław Błaszak – polski zoolog, akaralog[176]
  - Ralph Carmichael – amerykański kompozytor muzyki filmowej[177]
  - Anna Czekanowska-Kuklińska – polska muzykolog (etnomuzykolog), profesor sztuk muzycznych[178]
  - Jan Czupryniak – polski rzeźbiarz[179]
  - Edward Górecki – polski duchowny rzymskokatolicki, specjalista w zakresie prawa kanonicznego, prof. dr hab.[180]
  - Sante Graciotti – włoski franciszkanin, polonista, slawista i historyk literatury[181]
  - Edita Gruberová – słowacka śpiewaczka operowa (sopran koloraturowy), mistrzyni belcanta[182]
  - Romuald Klaudiusz Janowski – polski działacz konspiracji niepodległościowej w czasie II wojny światowej, powstaniec warszawski, kawaler orderów[183]
  - János Kornai – węgierski ekonomista[184]
  - Werner Lambersy – belgijski poeta[185]
  - William Lucking – amerykański aktor[186]
  - Concha Márquez Piquer – hiszpańska aktorka i piosenkarka[187]
  - Vamona Navelcar – indyjski malarz[188]
  - Colin Powell – amerykański polityk i generał, sekretarz stanu (2001–2005)[189]
  - Renate-Charlotte Rabbethge – niemiecka polityk, posłanka do Parlamentu Europejskiego I i II kadencji (1979–1989)[190]
  - Sean Wainui – nowozelandzki zawodnik rugby union[191]
  - Eugeniusz Wieczorek – polski działacz partyjny i państwowy, wicewojewoda sieradzki (1975–1990)[192]
  - Zbysław Wojtkowiak – polski historyk, dr hab.[193]
- 17 października
  - Ahmad Shah Ahmadzai – afgański polityk, premier Afganistanu (1995–1996)[194]
  - Sergio Berlinguer – włoski polityk i dyplomata, minister (1994–1995)[195]
  - Zbigniew Bernolak – polski gitarzysta basowy[196]
  - Anders Bodelsen – duński pisarz[197]
  - Nina Gruzincewa – radziecka wioślarka, mistrzyni świata (1958)[198]
  - Wojciech Janicki – polski historyk, publicysta i polityk, poseł na Sejm X kadencji[199]
  - Brendan Kennelly – irlandzki poeta i pisarz[200]
  - Uma Maheswari – indyjska aktorka[201]
  - Przemysław Siciński – polski lekkoatleta specjalizujący się w biegu na 110 m przez płotki, medalista mistrzostw Polski[202]
  - Helmut Jan Sobeczko – polski ksiądz katolicki, teolog[203]
  - Karl-Hermann Steinberg – niemiecki polityk i chemik, minister środowiska, ochrony przyrody, energii i bezpieczeństwa reaktorów NRD (1990), komisarz rządowy w Saksonii-Anhalt (1990)[204]
- 16 października
  - Sam Bogaerts – belgijski aktor i reżyser[205]
  - Leo Boivin – kanadyjski hokeista i trener[206]
  - Felipe Cazals – meksykański reżyser filmowy[207]
  - Geoffrey Chater – brytyjski aktor[208]
  - Alan Hawkshaw – brytyjski kompozytor[209]
  - Jerzy Korczak – polski pisarz, prozaik i satyryk pochodzenia żydowskiego[210]
  - Betty Lynn – amerykańska aktorka[211]
  - Andrzej Olszewski – polski polityk i lekarz chirurg, poseł na Sejm II i III kadencji[212]
  - Hiroshi Ono – japoński artysta związany z branżą gier wideo[213][214]
- 15 października
  - Geli Albadalejo – hiszpańska aktorka[215]
  - David Amess – brytyjski polityk, poseł do Izby Gmin[216]
  - Alfredo López Austin – meksykański historyk i antropolog[217]
  - Teresa Herse-Górska – polska architektka, działaczka na rzecz ochrony zabytków[218][219]
  - Boris Morduchajew – rosyjski aktor[220]
  - Paweł Nowisz – polski aktor[221]
  - Miguel de Oliveira – brazylijski bokser[222]
  - Jarosław Prabucki – polski zootechnik, prof. dr hab.[223]
  - Veroslav Rančić – serbski dziennikarz, pisarz i scenarzysta[224]
  - Antonio Reyes Herrera – hiszpański rzeźbiarz[225]
  - Gerd Ruge – niemiecki dziennikarz, pisarz, filmowiec[226]
  - Dorothy Steel – amerykańska aktorka[227]
- 14 października
  - Susagna Arasanz – andorska polityk i ekonomistka, minister finansów (1994-2000)[228]
  - Ojārs Ēriks Kalniņš – łotewski publicysta, polityk, dyplomata, ambasador[229]
  - Vis Sison – filipiński piłkarz[230]
  - Antoni Smuszkiewicz – polski polonista, badacz literatury, w tym polskiej fantastyki naukowej[231]
  - Ivo Štivičić – chorwacki dramatopisarz[232]
  - Lee Wan-koo – południowokoreański prawnik i polityk, premier Korei Południowej (2015)[233]
  - Stephen Yang Xiangtai – chiński duchowny katolicki, biskup[234]
  - Marko Živić – serbski aktor i komik[235]
- 13 października
  - Dario Barluzzi – włoski piłkarz[236]
  - Wiktor Briuchanow – ukraiński inżynier, dyrektor elektrowni jądrowej w Czarnobylu (1970–1986)[237]
  - Ray Cranch – nowozelandzki rugbysta, reprezentant kraju[238]
  - Andrea Haugen – niemiecka muzyk i pisarka[239][240]
  - Irena Krupińska-Sanecka – polska specjalistka w zakresie gastrologii i pediatrii, dr hab.[241]
  - Władysław Macowicz – polski historyk i kolekcjoner, kawaler orderów[242][243]
  - Gary Paulsen – amerykański podróżnik, pisarz[244]
  - Norm Provan – australijski rugbysta[245]
  - Bella Rudenko – rosyjska śpiewaczka operowa[246]
  - Jerzy Słowiński – polski samorządowiec, prezydent Radomska (1994–2006)[247]
  - Agnes Tirop Chebet – kenijska lekkoatletka, biegaczka długodystansowa[248]
- 12 października
  - Raul Baduel – wenezuelski polityk i wojskowy, minister obrony (2006-2008)[249]
  - Paweł Bożyk – polski ekonomista, doradca Edwarda Gierka[250]
  - Raúl Coloma – chilijski piłkarz, reprezentant kraju[251]
  - Dragutin Čermak – serbski koszykarz i trener, medalista olimpijski (1968)[252]
  - Emani 22  – amerykańska piosenkarka R&B[253][254]
  - Hubert Germain – francuski kombatant i polityk, minister poczty i telekomunikacji (1972-1974), ostatni żyjący kawaler Orderu Wyzwolenia[255]
  - Ludwig Haas – niemiecki aktor[256]
  - Roy Horan – amerykański aktor i zawodnik sztuk walki[257]
  - Romualda Jabłońska-Ceglarek – polska specjalistka w zakresie warzywnictwa, prof. zw. dr hab.[258]
  - Wiesław Jagiełło – polski samorządowiec, burmistrz Krzeszowic (1994–2006)[259]
  - Ziso Kamberaj – albański malarz[260]
  - Zinaida Korniewa – rosyjska kombatantka i działaczka charytatywna[261]
  - René Langel – szwajcarski muzyk jazzowy[262]
  - Jerzy Malik – polski samorządowiec i przedsiębiorca, burmistrz Skoczowa (1998–2006)[263]
  - Julija Nikolić – północnomacedońska piłkarka ręczna[264]
  - Stefan Sienicki – polski architekt, działacz konspiracji niepodległościowej w czasie II wojny światowej, uczestnik powstania warszawskiego[265][266][267]
- 11 października
  - Tony DeMarco – amerykański bokser[268]
  - Deon Estus – amerykański basista, członek zespołu Wham![269]
  - Oton Hila – polsko-czeski nauczyciel i popularyzator tańca[270]
  - Antônio Afonso de Miranda – brazylijski duchowny katolicki, biskup Taubaté (1981–1996)[271]
  - Olav Nilsen – norweski piłkarz[272]
  - Elio Pandolfi – włoski aktor[273]
  - Javier Ruán – meksykański aktor[274]
  - Guntis Skrastiņš – łotewski aktor i piosenkarz[275]
  - Wita Szulc  – polska pedagog, andragog, prekursorka polskiej arteterapii[276]
  - Ruthie Tompson – amerykańska animatorka i superstulatka[277]
- 10 października
  - Granville Adams – amerykański aktor[278]
  - Cornel Drăgușin – rumuński piłkarz i trener[279]
  - Beatrice Hochberg von Pless – niemiecka artystokratka, siostra księcia Bolka Hochberg von Pless[280]
  - Dragoljub Marić – serbski piłkarz[281]
  - Abdul Qadeer Khan – pakistański inżynier, naukowiec, twórca pakistańskiego programu atomowego[282]
  - Luis de Pablo – hiszpański kompozytor[283]
  - Witold Sławski – polski działacz konspiracji niepodległościowej w czasie II wojny światowej, powstaniec warszawski, kawaler orderów[284][285]
  - Anatolij Suczkow – ukraiński piłkarz, trener[286]
- 9 października
  - Abolhasan Banisadr – irański ekonomista, polityk, prezydent Iranu (1980–1981)[287]
  - Grażyna Bystrzejewska-Piotrowska – polski biolog, dr hab.[288]
  - Keitarō Hoshino – japoński bokser[289]
  - Ludmiła Kupina – rosyjska aktorka[290]
  - Ezzatollah Mehrawaran – irański aktor[291]
  - Milorad Nonin – serbski piosenkarz, gitarzysta i kompozytor[292]
  - Raymond Odierno – amerykański generał, szef sztabu United States Army (2011–2015)[293]
  - Jim Pembroke – fiński muzyk rockowy[294]
  - Jurij Rogozin – rosyjski aktor, reżyser i scenarzysta filmowy[295]
- 8 października
  - Christopher Ayres – amerykański aktor głosowy[296]
  - Bożenna Baranowska-Dutkiewicz – polska farmaceutka, prof. dr hab. n. farm.[297]
  - Zsuzsa Böszörményi – węgierska reżyserka filmowa[298]
  - Nola Chilton – izraelska reżyserka[299]
  - Rabah Driassa – algierski malarz i piosenkarz[300]
  - Petru Guelfucci – francuski piosenkarz[301]
  - Jacek Kasprzycki – polski kajakarz górski, mistrz świata (1979)[302]
  - Grigorij Sanakojew – rosyjski szachista[303]
  - Teofilakt – grecki duchowny prawosławny, arcybiskup[304]
  - Jup Weber – luksemburski polityk, eurodeputowany (1994–1999)[305]
- 7 października
  - James Brokenshire – brytyjski polityk, minister d.s. Irlandii Północnej (2016-2018)[306]
  - Enzo Collotti – włoski historyk[307]
  - Jorge Coscia – argentyński reżyser filmowy i polityk[308]
  - Umberto Levra – włoski historyk i muzealnik, dyrektor Muzeum Risorgimento[309]
  - Ryszard Piotr Sobolewski – polski architekt[310]
  - Jože Snoj – słoweński poeta i pisarz[311]
  - Ronald Stroud – kanadyjski historyk[312]
  - Salvatore Veca – włoski filozof[313]
- 6 października
  - Zoran Čičak – serbski prawnik i polityk, założyciel Ruchu Wolnych Obywateli[314]
  - Gerald Home – brytyjski aktor[315]
  - Otilia Larrañaga – meksykańska aktorka i tancerka[316]
  - Luisa Mattioli – włoska aktorka[317]
  - Danuta Nagórna – polska aktorka[318]
  - V. M. M. Nair – indyjski dyplomata, ambasador Indii w Polsce (1967–1971)[319]
  - Matti Puhakka – fiński polityk, minister transportu (1983-1984)[320]
  - Arvind Trivedi – indyjski aktor[321]
  - Jerzy Złotnicki – polski aktor[322]
- 5 października
  - Ivo Barroso – brazylijski poeta, pisarz i tłumacz[323]
  - Francisca Celsa dos Santos – brazylijska superstulatka[324]
  - Fathali Oveisi – irański aktor i reżyser[325]
  - Anna Skowronek-Mielczarek – polska ekonomistka, prof. dr hab.[326][327]
  - Vaqif Şərifov – azerski aktor i reżyser[328]
  - Zoran Stanković – serbski generał, lekarz i polityk, minister zdrowia (2011–2012)[329]
  - Aleksandar Stepić – serbski muzyk i kompozytor[330]
  - Jules Théobald – francuski superstulatek[331]
  - Nikos Tsumanis – grecki piłkarz[332]
  - Juozas Žemaitis – litewski duchowny katolicki, biskup wyłkowyski (1991–2002)[333]
- 4 października
  - Siergiej Danilin – rosyjski saneczkarz, mistrz świata i medalista olimpijski[334]
  - Mirra Gorska – rosyjska aktorka[335]
  - Jarosław Grabiński – polski weterynarz, działacz konspiracji niepodległościowej w czasie II wojny światowej i uczestnik powstania warszawskiego[336]
  - Philippe Levillain – francuski historyk[337]
  - Zbigniew Pacelt – polski pięcioboista nowoczesny, olimpijczyk, poseł na Sejm[338]
  - Wałerij Podłużny – radziecki i ukraiński lekkoatleta, medalista olimpijski (1980)[339]
  - Jurij Rajski – rosyjski operator filmowy[340]
  - Eddie Robinson – amerykański baseballista[341]
  - Czesław Szymkiewicz – polski urolog, prof. dr hab., uczestnik powstania warszawskiego[342]
- 3 października
  - Blanka Bohdanová – czeska aktorka[343]
  - Siegfried Borchardt – niemiecki działacz neonazistowski[344]
  - Zdzisław Derwiński – polski działacz polonijny w Australii, redaktor Tygodnika Polskiego[345]
  - Alan Grahame – angielski żużlowiec[346]
  - Jorge Medina Estévez – chilijski duchowny katolicki, wysoki urzędnik Kurii Rzymskiej, kardynał[347]
  - Bernard Tapie – francuski przedsiębiorca i polityk, parlamentarzysta krajowy i europejski, minister ds. miast (1992, 1992–1993)[348]
  - Gianpiero Taverna – włoski dyrygent i kompozytor[349]
  - Lars Vilks – szwedzki artysta[350]
- 2 października
  - Agostino Gambino – włoski prawnik i polityk, minister poczty i telekomunikacji (1995–1996)[351]
  - Renata Lipińska-Kondratowicz – polska dziennikarka radiowa i telewizyjna, reporterka, autorka filmów dokumentalnych[352]
  - Joanis Paleokrasas – grecki prawnik i polityk, minister finansów (1990–1992)[353]
  - Julian Pawełek – polski działacz konspiracji niepodległościowej w czasie II wojny światowej oraz powojenny działacz kombatancki, kawaler orderów[354]
  - Colin Pratt – angielski żużlowiec[355]
  - Francisco Sánchez Bautista – hiszpański poeta i pisarz[356]
  - Herta Staal – niemiecka aktorka[357]
  - Franciszek Surmiński – polski kolarz i trener, mistrz Polski[358]
  - Sebastião Tapajós – brazylijski gitarzysta i kompozytor[359]
- 1 października
  - Raymond Gniewek – amerykański skrzypek[360]
  - Fred Hill – angielski piłkarz[361]
  - Vytautas Kolesnikovas – litewski malarz i polityk, sygnatariusz Aktu Przywrócenia Państwa Litewskiego[362]
  - Edward Kołodziejczyk – polski redaktor prasy specjalistycznej, autor publikacji książkowych[363][364]
  - Henryk Lewandowski – polski prawnik i restaurator[365][366][367][368][369]
  - Andreas Neokleus – cypryjski polityk i prawnik, minister rolnictwa (1974)[370]
  - Eberhard Panitz – niemiecki pisarz[371]
  - Wasilij Szitikow – rosyjski piłkarz[372]
  - Earle Wells – nowozelandzki żeglarz, mistrz olimpijski (1964)[373]
- data dzienna nieznana
  - Olle Åhnström – szwedzki żużlowiec[374]
  - Kjersti Alveberg – norweska tancerka, choreografka[375]
  - Włodzimierz Borowczyk – polski malarz[376][377][378]
  - Maria Cisło – polska specjalista w zakresie dermatologii i wenerologii, dr hab.[379][380]
  - Grzegorz Jankowski – polski samorządowiec, burmistrz Nowogrodu Bobrzańskiego (1990–2010)[381]
  - Mahjabeen Hakimi – afgańska siatkarka[382][383][384]
  - Halina Lipowczan – polska dziennikarka i publicystka[385]
  - Stanisław Słota – polski działacz partyjny i samorządowy, zastępca i naczelnik miasta Jarosław[386]
  - Jerzy Strumiło – polski siatkarz i trener siatkarski[387]